# Гаттерер, Иоганн Кристоф
Иоганн Кристоф Гаттерер (нем. Johann Christoph Gatterer; 1727—1799) — историк. Учёный эпохи Просвещения в Германии. Один из первых стремился превратить изучение истории в самостоятельную научную дисциплину.

## Биография
Родился в семье драгунского унтер-офицера. Впоследствии стал университетским профессором, занимался исследованием методов исторического исследования. 
В 1747—1752 годах в Альтдорфском университете изучал богословие, востоковедение, философию и математику. 
При Геттингенском университете в 1764 году основал Исторический институт для изучения и издания работ средневековых немецких историков, классических произведений историков Греции и Рима, а также для развития вспомогательных исторических дисциплин. Планировалось издавать журнал «Всеобщая историческая библиотека» со специализированным разделом о методах исторической науки и библиографической рубрикой. Из-за финансовых проблем и ухудшения личных отношений Гаттерера и историка Августа Людвига Шлёцера институт прекратил своё существование.
Отец Христофора Гаттерера (1759—1838), ботаника, лесовода, ландшафтного архитектора.

## Основные идеи

### О государстве
Гаттерер в духе немецкого Просвещения осуждал деспотический абсолютизм, критиковал республиканские идеи, считал, что установление правильной формы правления должно основываться на моральном совершенствовании людей и разумном познании мира. Поэтому важнейшая задача ученых — просвещение нации.

### О задачах истории как науки
1) точное определение предмета исследования;
2) развитие теории исторического познания;
3) разработка общих методов исторического познания;
4) создание специализированных учреждений для работы историков. 
Цель истории как науки: раскрыть «движущие силы развития», показать скрытые связи между причинами и последствиями. Поскольку существовавшая в то время в большей мере политико-дипломатическая история не отвечала этим требованиям, Гаттерер обращал особое внимание на привлечение данных и духовной, и материальной основы — изучать явления культуры, географические условия, привлекать вспомогательные исторические дисциплины.

### О методах исторического исследования
Среди методов Гаттерер выделял хронологический (изучение процесса постепенного образования государства, нации и культуры) и синхронный (изучение одновременных сходных процессов с использованием материалов статистики).

## Труды
- «Die Weltgeschichte in ihrem ganzen Umfange» — «Всемирная История»
- «Versuch einer allgemeinen Weltgeschichte bis zur Entdeckung von Amerika» — «Попытка изложения всемирной истории до открытия Америки»
- Руководства по изучению вспомогательных исторических дисциплин
- Начертание гербоведения[1]